# Бабий, Виктор Степанович
Виктор Степанович Бабий (13 февраля 1921, Астрахань — 3 января 1994, Санкт-Петербург) — советский и российский военный деятель, участник Великой Отечественной войны. Специалист в области управления силами ВМФ, начальник 24 ЦНИИ МО (1972—1983), лауреат Государственной премии СССР (1977), кандидат военно-морских наук (1968).

## Биография
Родился 13 февраля 1921 года в Астрахани. Окончил Каспийское военно-морское училище (1939) и Высшее военно-морское училище им. М. В. Фрунзе (Баку, декабрь 1942). Член ВКП(б) с марта 1941 г.
Служил на надводных кораблях Черноморского флота, командир дальномерной группы и зенитной батареи крейсера «Молотов». В марте 1944 года переведён на Северный флот для военного сопровождения Северного Конвоя. 30 апреля 1944 года на переходе из Мурманска в Великобританию находился на американском ТР, торпедированном немецкой подводной лодкой. При взрыве был контужен и лечился в госпитале.
После войны продолжил службу на Северном флоте, с 1945 по 1948 года — капитан парусно-моторной шхуны «Планета» в Северо-Атлантической гидрографической экспедиции.
Окончил Высшие специальные классы комсостава ВМФ (досрочно, 1949). Командир эсминца «Достойный» (1 1 .1949-11.1952), старший помощник командира (1 1.1952-10.1953), командир (10.1953-04.1956) крейсера «Чапаев», начальник штаба (1956), командир дивизии (1956—1957), вновь начальник штаба дивизии крейсеров (1957—1958).
Окончил командный факультет Военно-морской академии (09.1958-06.1961). Командир Иоканьгской военно-морской базы СФ (06.1961-10.1962). Контр-адмирал (27.04.1962).
В 1962 году после столкновения двух кораблей переведён в Ленинград с понижением по службе, работал в ВМА начальником отдела «Исследования операций». С 1963 г. — начальник отдела НИИ ВМФ, затем — зам. начальника кафедры «Управление силами ВМФ» командного факультета Военно-морской академии (1967—1972), начальник 24 ЦНИИ МО (01.1972-12.1982). Кандидат военно-морских наук (1968), доцент (1969). Вице-адмирал (29.10.1976).
С 1983 года в отставке.
Лауреат Государственной премии СССР (1977). Награждён орденом Красного Знамени (1956), двумя орденами Отечественной войны 1-й степени (1944, 1985), орденом Трудового Красного Знамени (1980), двумя орденами Красной Звезды (1945), орденом «За службу Родине в ВС СССР» 3 степени, медалями, именным оружием (1971).
Умер 3 января 1994 в Санкт-Петербурге. Похоронен на Большеохтинском кладбище.